# تايني تايغر
تايني تايغر شخصية خيالية في سلسلة ألعاب كراش بانديكوت وهو عبارة عن نمر مفتول العضلات وكان أول ظهور له في كراش بانديكوت 2: كورتكس سترايكس باك.